# Liste de couleurs (pigments)
Cet article propose une liste des couleurs utilisées dans le domaine des arts .
Elle reprend certains noms usuels que l'on trouve sur les tubes de peinture (huile, acrylique, aquarelle, gouache), godets d'aquarelle,  pastel et crayons de couleurs.
Les codes sont ceux établis par le Colour Index et que les fabricants listent sur les couleurs pour définir leur composition. Le terme Laque renvoie à pigment laqué.
| N°    | Origine   | Nom usuel                     | Composition                                               |
| ----- | --------- | ----------------------------- | --------------------------------------------------------- |
| PB15  | Organique | Bleu phtalo                   | Phtalocyanine de cuivre                                   |
| PB16  | Organique | Turquoise de phtalo           | Phtalocyanine                                             |
| PB27  | Minéral   | Bleu de Prusse                | Ferrocyanure de fer                                       |
| PB28  | Minéral   | Bleu de cobalt                | Aluminate de cobalt                                       |
| PB29  | Minéral   | Bleu outremer                 | Aluminosilicate de sodium                                 |
| PB33  | Minéral   | Bleu de manganèse             | Manganate de baryum                                       |
| PB35  | Minéral   | Bleu céruléum                 | Oxyde de cobalt et étain                                  |
| PB36  | Minéral   | Bleu turquoise de cobalt      | Oxyde de chrome et cobalt                                 |
| PB60  | Organique | Bleu d’indanthrène            | Indanthrone                                               |
| PB66  | Organique | Indigo                        | Indigo synthétique                                        |
| PB72  | Minéral   | Bleu de cobalt foncé          | Aluminate de cobalt et zinc                               |
| PB74  | Minéral   | Bleu de cobalt foncé          | Silicate de cobalt et zinc                                |
| NR4   | Animal    | Carmin                        | Laque de cochenille                                       |
| NR9   | Végétal   | Laque de garance véritable    | Laque de garance naturelle                                |
| PR5   | Organique | Rouge naphtol                 | Azoïque (naphtol)                                         |
| PR9   | Organique | Rouge naphtol                 | Azoïque (naphtol)                                         |
| PR48  | Organique | Laque écarlate                | Azoïque (sels de métaux)                                  |
| PR49  | Organique | Rouge lithol                  | Azoïque (sels de métaux)                                  |
| PR83  | Organique | Laque d’alizarine             | Laque de colorant anthraquinonique                        |
| PR88  | Organique | Violet thioindigo             | Thioindigo                                                |
| PR101 | Minéral   | Oxyde de fer rouge            | Oxyde de fer hydraté synthétique                          |
| PR102 | Minéral   | Ocre rouge                    | Terre (oxyde de fer naturel)                              |
| PR106 | Minéral   | Rouge vermillon véritable     | Sulfure de mercure                                        |
| PR108 | Minéral   | Rouge de cadmium              | Sulfo-séléniure de cadmium                                |
| PR112 | Organique | Rouge naphtol                 | Azoïque (naphtol AS)                                      |
| PR122 | Organique | Rose/magenta de quinacridone  | Quinacridone                                              |
| PR149 | Organique | Rouge de pérylène             | Pérylène                                                  |
| PR168 | Organique | Rouge anthraquinonique        | Dibromo-anthanthrone                                      |
| PR170 | Organique | Rouge naphtol                 | Azoïque (naphtol AS)                                      |
| PR177 | Organique | Rouge anthraquinonique        | Anthraquinonique                                          |
| PR179 | Organique | Bordeaux de pérylène          | Pérylène                                                  |
| PR188 | Organique | Rouge naphtol                 | Azoïque (naphtol AS)                                      |
| PR206 | Organique | Bordeaux de quinacridone      | Quinacridone                                              |
| PR209 | Organique | Rouge de quinacridone         | Quinacridone                                              |
| PR233 | Minéral   | Rose de chrome étain          | Oxydes d’étain et chrome                                  |
| PR242 | Organique | Rouge azoïque                 | Azoïque de condensation                                   |
| PR251 | Organique | Rouge de pyrazolo-quinazolone | Pyrazolo-quinazolone                                      |
| PR254 | Organique | Rouge DPP/pyrrole             | Diceto pyrrolo pyrrole                                    |
| PR255 | Organique | Rouge DPP/pyrrole             | Diceto pyrrolo pyrrole                                    |
| PR264 | Organique | Rouge DPP/pyrrole             | Diceto pyrrolo pyrrole                                    |
| PY1   | Organique | Jaune Hansa                   | Azoïque (Hansa)                                           |
| PY3   | Organique | Jaune Hansa                   | Azoïque (Hansa)                                           |
| PY17  | Organique | Jaune disazoïque              | Azoïque (disazoïque)                                      |
| PY31  | Minéral   | Jaune de baryte               | Chromate de baryum                                        |
| PY34  | Minéral   | Jaune de chrome               | Chromate de plomb                                         |
| PY35  | Minéral   | Jaune de cadmium              | Sulfure de cadmium et zinc                                |
| PY37  | Minéral   | Jaune de cadmium              | Sulfure de cadmium                                        |
| PY40  | Minéral   | Auréoline                     | Cobalto-nitrite de potassium                              |
| PY41  | Minéral   | Jaune de Naples véritable     | Antimoniate de plomb                                      |
| PY42  | Minéral   | Oxyde de fer jaune            | Oxyde de fer anhydre synthétique                          |
| PY43  | Minéral   | Ocre jaune                    | Terre (oxyde de fer naturel)                              |
| PY53  | Minéral   | Jaune de nickel titane        | Oxydes de nickel, titane, antimoine                       |
| PY65  | Organique | Jaune Hansa                   | Azoïque (Hansa)                                           |
| PY73  | Organique | Jaune Hansa                   | Azoïque (Hansa)                                           |
| PY74  | Organique | Jaune Hansa                   | Azoïque (Hansa)                                           |
| PY83  | Organique | Jaune disazoïque              | Azoïque (disazoïque)                                      |
| PY97  | Organique | Jaune Hansa                   | Azoïque (Hansa)                                           |
| PY018 | Organique | Jaune antraquinonique         | Anthrapyrimidine                                          |
| PY110 | Organique | Jaune isoindolinone           | Tétrachloroisoindolinone                                  |
| PY119 | Minéral   | Marron de ferrite de zinc     | Ferrite de zinc                                           |
| PY128 | Organique | Jaune azo de condensation     | Azoïque de condensation                                   |
| PY129 | Organique | Jaune azométhine              | Complexe azométhine/cuivre                                |
| PY138 | Organique | Jaune de quinophtalone        | Quinophtalone                                             |
| PY139 | Organique | Jaune isoindolinone           | Isoindoline                                               |
| PY150 | Organique | Jaune nickel azo              | Complexe azométhine/nickel                                |
| PY151 | Organique | Jaune benzimidazolone         | Azoïque (benzimidazolone)                                 |
| PY153 | Minéral   | Jaune dioxine de nickel       | Complexe dioxine/nickel                                   |
| PY154 | Organique | Jaune benzimidazolone         | Azoïque (benzimidazolone)                                 |
| PY155 | Organique | Jaune benzimidazolone         | Azoïque (benzimidazolone)                                 |
| PY157 | Minéral   | Jaune pridérite               | Titane-nickel au baryum                                   |
| PY159 | Minéral   | Jaune de praséodyme           | Oxyde zirconium-praséodyme                                |
| PY175 | Organique | Jaune benzimidazolone         | Azoïque (benzimidazolone)                                 |
| PY184 | Minéral   | Jaune de bismuth              | Vanadate de bismuth                                       |
| PY216 | Minéral   | Jaune d’oxydes mixtes         | Oxydes d’étain, titane, zinc, antimoine                   |
| PG7   | Organique | Vert de phtalo (nuance bleue) | Phtalocyanine de cuivre                                   |
| PG8   | Organique | Vert naphtol                  | Vert nitroso-naphtol                                      |
| PG17  | Minéral   | Vert oxyde de chrome          | Oxyde de chrome (non hydraté)                             |
| PG18  | Minéral   | Vert émeraude                 | Oxyde de chrome hydraté                                   |
| PG19  | Minéral   | Vert de cobalt véritable      | Oxydes de cobalt et zinc                                  |
| PG23  | Minéral   | Terre verte                   | Terre naturelle                                           |
| PG26  | Minéral   | Vert de cobalt chrome         | Oxydes de chrome cobalt                                   |
| PG36  | Organique | Vert de phtalo (nuance jaune) | Phtalocyanine de cuivre chloro-bromée                     |
| PG50  | Minéral   | Vert de cobalt titane         | Oxydes de cobalt et titane                                |
| PO20  | Minéral   | Orange de cadmium             | Sulfo-séléniure de cadmium                                |
| PO36  | Organique | Orange benzimidazolone        | Azoïque (benzimidazolone)                                 |
| PO43  | Organique | Orange de périnone            | Périnone                                                  |
| PO48  | Organique | Orange de quinacridone        | Quinacridone                                              |
| PO49  | Organique | Or de quinacridone            | Quinacridone                                              |
| PO62  | Organique | Orange benzimidazolone        | Azoïque (benzimidazolone)                                 |
| PO67  | Organique | Orange pyrazoloquinazolone    | Pyrazoloquinazolone                                       |
| PO69  | Organique | Orange isoindoline            | Isoindoline                                               |
| PO71  | Organique | Orange DPP/pyrrole            | Dicéto pyrrolo pyrrole                                    |
| PO73  | Organique | Orange DPP/pyrrole            | Dicéto pyrrolo pyrrole                                    |
| PV14  | Minéral   | Violet de cobalt              | Phosphate de cobalt                                       |
| PV15  | Minéral   | Violet d’outremer             | Aluminosilicate de sodium soufré                          |
| PV16  | Minéral   | Violet de manganèse           | Phosphate de manganèse                                    |
| PV19  | Organique | Magenta/violet quinacridone   | Quinacridone gamma                                        |
| PV23  | Organique | Violet de dioxazine           | Dioxazine carboazole                                      |
| PV29  | Organique | Violet de pérylène            | Pérylène                                                  |
| PV42  | Organique | Rose de quinacridone          | Quinacridone                                              |
| PBr7  | Minéral   | Terre de Sienne               | Terres (oxydes de fer naturels et brûlés)                 |
| PBr7  | Minéral   | Terre d’ombre                 | Terres (oxydes de fer et de manganèse naturels et brûlés) |
| NBr8  | Minéral   | Terre de Cassel véritable     | Lignite                                                   |
| PBr23 | Organique | Brun azo de condensation      | Azoïque de condensation                                   |
| PBr24 | Minéral   | Jaune de chrome titane        | Oxydes de titane, chrome et antimoine                     |
| PBr25 | Organique | Brun benzimidazolone          | Azoïque (benzimidazolone)                                 |
| PBr33 | Minéral   | Brun spinelle                 | Oxydes de zinc, fer et chrome                             |
| PBr41 | Organique | Brun azoïque                  | Disazoïque de condensation                                |
| PBk1  | Organique | Noir d’aniline                | Indamine                                                  |
| NBk6  | Minéral   | Bitume                        | Gilsonite                                                 |
| PBk6  | Minéral   | Noir de fumée                 | Carbone                                                   |
| PBk7  | Minéral   | Noir de carbone               | Carbone                                                   |
| PBk8  | Minéral   | Noirs de vigne, pêche…        | Charbon de bois                                           |
| PBk9  | Animal    | Noir d’ivoire                 | Noir d’os                                                 |
| PBk11 | Minéral   | Oxyde de fer noir             | Oxyde de fer noir                                         |
| PBk28 | Minéral   | Noir spinelle                 | Oxydes de cuivre, chrome et manganèse                     |
| PBk31 | Organique | Noir de pérylène              | Pérylène                                                  |
| PW1   | Minéral   | Blanc d’argent/de plomb       | Carbonate basique de plomb                                |
| PW4   | Minéral   | Blanc de zinc                 | Oxyde de zinc                                             |
| PW5   | Minéral   | Blanc de lithopone            | Sulfure de zinc et sulfate de baryum                      |
| PW6   | Minéral   | Blanc de titane               | Dioxyde de titane                                         |
| PW7   | Minéral   | Blanc de sulfure de zinc      | Sulfure de zinc                                           |
| PW18  | Minéral   | Blanc de craie                | Carbonate de calcium                                      |